# Yookamurra-Schutzgebiet
Koordinaten: 34° 31′ S, 139° 27′ O
Das Yookamurra-Schutzgebiet (engl. Yookamurra Sanctuary) ist ein Naturschutzgebiet in der Murray-Darling-Ebene in South Australia, Australien. Es ist 5.000 ha groß und beherbergt seltene Tierarten, wie den Ameisenbeutler. Das Reservat liegt 130 km nordöstlich von Adelaide, die nächstgelegene Stadt ist Sedan, die etwa 24 km südwestlich liegt. Nördlich grenzt das Moorunde-Wildreservat (engl. Moorunde Wildlife Reserve) an, das in erster Linie dem Schutz des Südlichen Haarnasenwombats dient.
Im Schutzgebiet wurde der Ameisenbeutler wieder ausgewildert. Daneben kommen Südlicher Haarnasenwombat, Westliches Graues Riesenkänguru, Rotes Riesenkänguru, Großer Kaninchennasenbeutler, Kurzschnabeligel, Bürstenkängurus und zahlreiche Vogelarten, wie die Wammentrappe vor. Insgesamt beherbergt das Reservat 20 Säugetierarten, 96 Vogelarten, 24 Reptilienarten und eine Amphibienart.
Das Schutzgebiet besteht aus leicht welligem Eukalyptus-Buschland und wird von der Australian Wildlife Conservancy betrieben. Es ist für Besucher zugänglich. 